# Jacqueline Susann
Œuvres principales
- La Vallée des Poupées (1966)

Jacqueline Susann (née le 20 août 1918 à Philadelphie et décédée le 21 septembre 1974 à New York) est une femme de lettres américaine auteur de romans à succès. Son œuvre la plus connue est La Vallée des poupées (1966), qui a battu des records de vente pour l'époque et a été adapté en un film homonyme en 1967. Avec ses deux œuvres ultérieures, The Love Machine (1969) et Une fois ne suffit pas (1973), elle devient la première femme écrivain à avoir publié trois best-sellers consécutifs. 

## Œuvres
- Every Night, Josephine!, 1963.
- La Vallée des poupées (Valley of the Dolls, 1966), traduit de l'américain par Gladys Molinari, Presses Pocket, 1969, 319 pages.
- The Love Machine, 1969.
- Une fois ne suffit pas (Once is not enough, 1973)
- Dolores, 1976.
- Yargo, 1979.

## Filmographie
- 1967 : La Vallée des poupées
- 1971 : Love Machine, film de Jack Haley Jr. d'après son roman homonyme
- 1971 : Mannix, Saison 4-Episode 18: Un crime qui n'en est pas un (The Crime That wasn't),Clare BOWMAN
- 1975 : Une fois ne suffit pas

## Source
- (en) Cet article est partiellement ou en totalité issu de l’article de Wikipédia en anglais intitulé « Jacqueline Susann » (voir la liste des auteurs).